# Доминик Марквард фон Льовенщайн-Вертхайм-Рошфор
Доминик Марквард Себастиан Христиан Ернст фон Льовенщайн-Вертхайм-Рошфор (на немски: Dominik Marquard Sebastian Christian Ernst zu Löwenstein-Wertheim-Rochefort; * 7 ноември 1690, Вертхайм; † 11 март 1735, Венеция) от странична линия на Вителсбахите, е 2. княз на Льовенщайн-Вертхайм-Рошфор (1718 – 1735).

## Живот
Той е шестият син и деветото дете на княз Максимилиан Карл фон Льовенщайн-Вертхайм-Рошфор (1656 – 1718) и съпругата му графиня Мария Поликсена фон Куен-Лихтенберг-Беласи (1658 – 1712), дъщеря на Матиас Куен фон Беласи-Лихтенберг-Гандег и Анна Сузана фон Мега. Сестра му Елеонора Мария Анна (1686 – 1753) се омъжва на 9 ноември 1704 г. за ландграф Ернст II Леополд фон Хесен-Ротенбург (1684 – 1749).
Доминик Марквард се жени на 28 февруари 1712 г. в Ротенбург на Фулда за ланграфиня Кристина Франциска Поликсена фон Хесен-Рейнфелс-Ротенбург-Ванфрид (* 23 май 1688; † 17 юли 1728), дъщеря на ландграф Карл фон Хесен-Ванфрид (1649 – 1711) и втората му съпруга Александрина Юлиана фон Лайнинген-Дагсбург († 1703).
Понеже по-големият му брат Максимилиан Карл умира на 29 години през 1710 г. без наследници, Доминик става наследствен принц. След смъртта на баща му през 1718 г. Доминик Марквард става княз на Льовенщайн-Вертхайм-Рошефорт. През 1721 г. той купува град и господството Клайнхойбах за 108 000 гулдена от графовете на Ербах и 1730 г. господството Розенберг в Баден от Тевтонския орден. Той построява в Клайнхойбах дворец Льовенщайн по френски пример.
На 17 юли 1728 г. съпругата му Кристина умира в Клайнхойбах след раждане на мъртво дете. Доминик Марквард умира на 11 март 1735 г. във Венеция, където тайно посетил карнавала, и е погребан във Вертхайм.

## Деца
Доминик Марквард и Кристина Франциска Поликсена имат 13 деца:
- Мария Христина (1713 – 1713/19)
- Карл Томас (1714 – 1789), 3 княз на Льовенщайн-Вертхайм-Рошфор, женен I. 1736 във Виена за принцеса Мария Шарлота фон Холщайн-Визенбург (1718 – 1765), II. 1770 г. в Клайнхойбах за Мария Йозефа фон Щиплин (1735 – 1799)
- Йохан Филип Ернст Карл (1715 – 1734), убит в Парма
- Леополд Константин (1716 – 1770)
- Франц Карл Вилхелм Конрад (1717 – 1750), женен 1749 г. в Елш за фрайин Йозефа Ширндингер фон Ширндинг (1721 – 1788)
- Христиан Филип Йозеф Александер (1719 – 1781), женен 1773 г. в Путелангж-о-Лакс за Франсоаз де Хумберт (1724 – 1793)
- Йохан Йозеф Венцел (1720 – 1788), женен 1750 г. във Франкфурт за фрайин Доротея Терезия фон Хаузен и Глайхенсторф (1718 – 1802)
- София Вилхелмина Мария (1721 – 1749), омъжена на 7 февруари 1740 г. във Виена за княз Карл Албрехт I фон Хоенлое-Валденбург-Шилингсфюрст (1719 – 1793)
- Теодор Александер (1722 – 1780), женен 1751 г. в Страсбург за графиня Катарина Луиза Еленора фон Лайнинген-Дагсбург-Хартенбург (1735 – 1805)
- дъщеря (*/† 1724)
- син (*/† 1725)
- Мария Леополдина (1726 – 1759), омъжена 1756 г. в Авиньон за Жан Йозеф Томас де Жоанис де Верклос († 1806)
- син (*/† 1728)